# 메르키트 바얀
메르키트 바얀(몽골어: ᠮᠡᠷᠬᠢᠳ
ᠪᠠᠶᠠᠨ Bayan, ? ~ 1340년)은 메르키트족 출신으로 원나라 토곤 테무르 황제 시절의 아스트족 친위대 사령관이었다. 남송을 멸망시킨 13세기의 명장 바린의 바얀과는 동명이인이다.

## 생애
1299년 카이샨이 카이두를 정벌할 때 종군하였다.
토곤 테무르는 과거 킵차크 칸국의 친위대 사령관을 지냈었고, 이후 원나라의 승상에 올라 권력을 장악하던 엘 테무르에게 묶여있어, 엘 테무르가 병사할 때까지 정식으로 즉위할 수 없었다.
엘 테무르의 사후 반란을 도모하던 엘 테무르의 아들 텡기스와 타라카이를 토벌하면서 진왕(秦王)에 봉해지고 대승상에 올라 태사직을 역임하며 원나라의 전권을 장악하였다. 몽골인 제일주의자로서 한족을 가혹하게 탄압하였고, 특히 한족의 세를 위축시키고자 전국에 도살령을 내려 장(張), 왕(王), 유(劉), 이(李), 조(趙) 성을 가진 한인들을 학살하도록 명령하였다. 또한 기황후가 고려 출신임을 문제삼아 기황후의 제1황후 승격을 반대하였다. 1340년 2월
태사(太師)에 임명되고 진왕(秦王)에 봉작되었다. 그러나 바얀의 위세가 강성하여 황권까지 위협하자 이를 두려워한 토곤 테무르는 바얀의 조카 토크토아에게 사람을 보냈다. 1340년 2월말 이를 눈치챈 바얀의 조카 토크토아와 모의하여 바얀이 사냥을 나간 틈을 타 그를 숙청하였다. 변방으로 좌천된 바얀은 유배지 남은주(南恩州)의 춘양현(陽春縣)에 안치되었다. 남은주로 가던 길에 광둥성 근처에서 병사하였다.

## 가계
- 동생: 마지야르타이[馬札兒臺]
- 조카: 토크토아[脫脫]

## 관련 작품

### 의천도룡기
김용의 대하소설 의천도룡기에서도 바얀이 언급된다. 소설 속에서, 한독에 중독된 주인공 장무기는 훗날 명나라의 개국공신이 되는 상우춘과 함께 접곡의선 호청우를 찾아가다가 원나라 병사들과 조우한다. 병사들은 승상 바얀이 공포한 도살령 시행을 위해 행인들을 검문하고 있었고, 도살령에 해당하는 성 씨를 가진 한족 백성들을 추려 살해하였다. 장무기는 살해대상인 장 씨였으나 의부인 사손의 성을 대어 위기를 모면하였다.

### 기황후 백안
- MBC 드라마《기황후》(2013년~2014년)에서는 김영호가 연기하였다.